# 高山花蟹蛛
高山花蟹蛛（学名：Xysticus alpinistus）为蟹蛛科花蟹蛛属的动物。分布于尼泊尔以及中国的西藏等地。该物种的模式产地在尼泊尔。